# Ordnance Corps (United States Army)

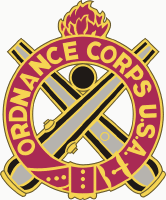
Emblem des Ordnance Corps

United States Army Ordnance Corps ist ein unterstützender Organisationsbereich der United States Army mit dem Hauptquartier in Fort Gregg-Adams, Virginia.
Aufgabe des Ordnance Corps ist die Versorgung der U.S. Army mit Waffen und Waffensystemen, Lenkflugkörpern, Munition und Landfahrzeugen. Hierzu gehörten Entwicklung, Erprobung, Einkauf und Instandhaltung. Die Ordnance School bildet dazu Soldaten und Zivilisten in der Waffentechnik aus.

## Geschichte

### Ursprünge und Gründung

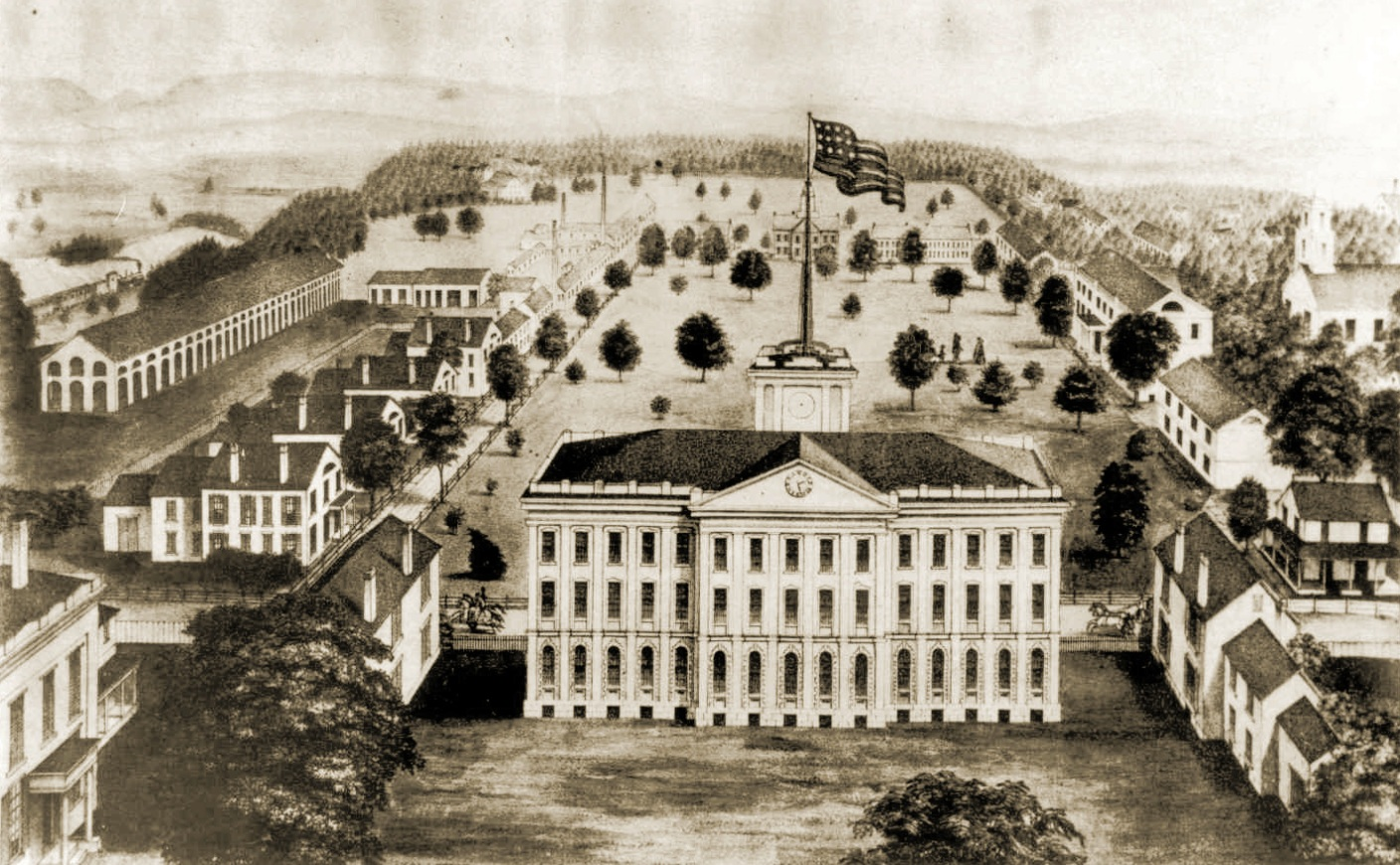
Springfield Armory um 1850

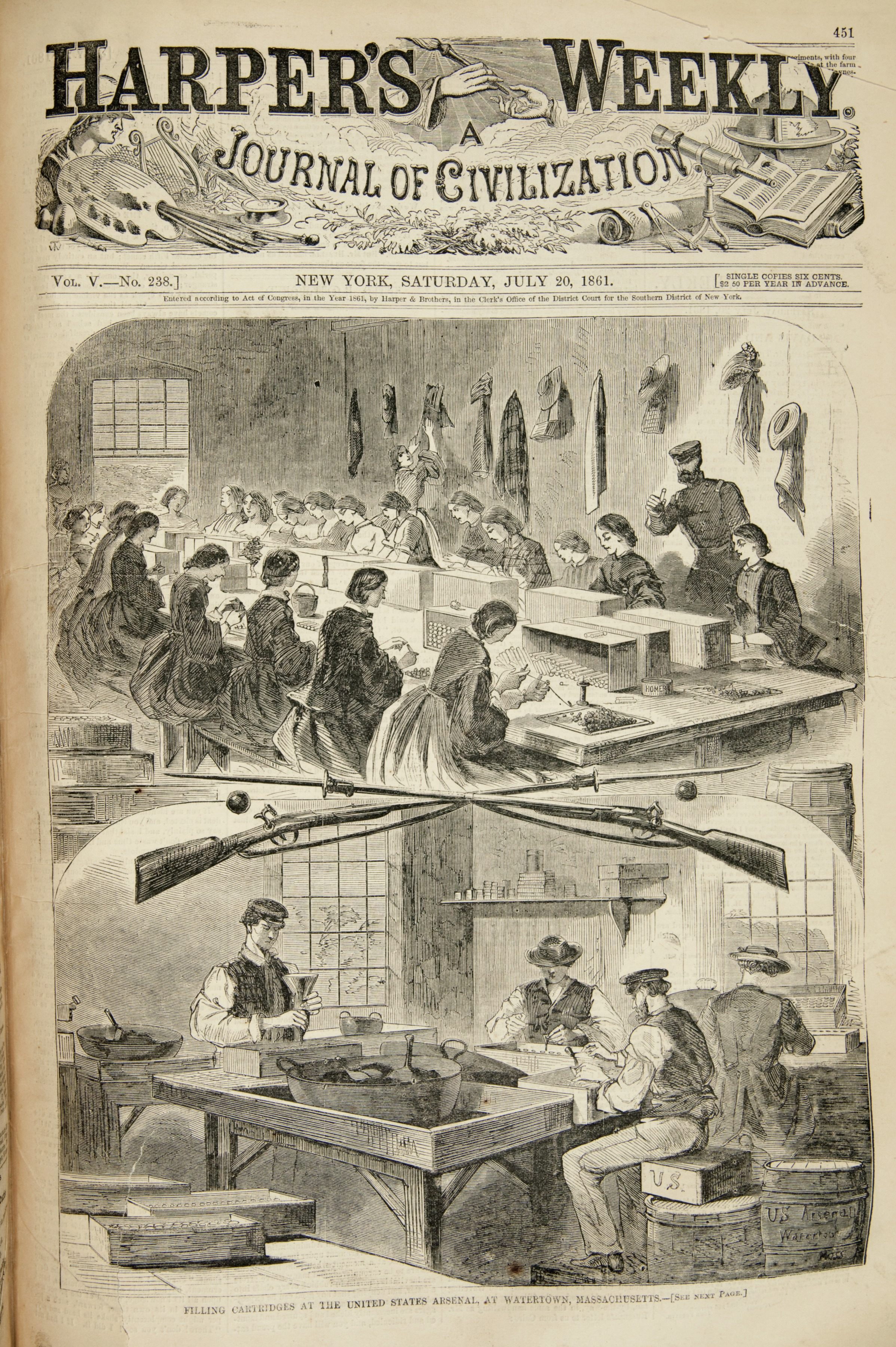
Patronenherstellung im Watertown Arsenal 1861

Die Ursprünge des Ordnance Corps reichen bis in die ersten Tage der Amerikanischen Revolution zurück. Am 27. Mai 1775 beschloss der Kontinentalkongress ein Komitee, dessen Mitglied auch der damalige Oberkommandierende der Kontinentalarmee George Washington war, zur Versorgung der Kolonien mit Waffen und anderem militärischen Material. Als Ergebnis wurde im Juni 1775 die Stelle eines Artilleriekommissars und im nächsten Jahr das Board of War and Ordnance geschaffen, welches für die Lagerung von Pulver, Artillerie und Musketen verantwortlich war. Paul Revere war einer der ersten ziviler Auftragnehmer für die Fertigung von Bronzegeschützen. Anfang 1777 wurde das erste Versorgungslager in Carlisle gebaut. Im gleichen Jahr die erste Waffenfabrik, später als Springfield Armory bekannt.
Später kamen noch eine Reihe Waffenfabriken hinzu wie das Harpers Ferry Armory oder Watertown Arsenal bei Boston. Im frühen neunzehnten Jahrhundert waren diese Fabriken Pioniere der Massenproduktion sowie Motor für Entwicklung neuer Produktionsmethoden und Maschinen. Somit trug das Ordnance Department früh zur industriellen Revolution in den Vereinigten Staaten bei.
1795 wurde das Office of the Purveyor of Public Supplies unter der Verantwortung des Finanzministerium der Vereinigten Staaten erstellt. Es war verantwortlich für die Beschaffung aller benötigten Güter für den öffentlichen Dienst, so auch Waffen. Eli Whitney führte 1801 als Auftragnehmer ein System aus Normteilen und früher Fließbandfertigung bei Produktion von Musketen in der Springfield Armory ein. Das Ordnance Department wurde schließlich am 14. Mai 1812 gegründet. In zwanzig Jahren wuchs die Personalstärke das Departments auf 14 Offiziere und 250 Mannschaften. Dabei war der Dienst in dem technisch fortschrittlichen Ordnance Departement sehr begehrt.

### Mexikanisch-Amerikanischer Krieg
Der Mexikanisch-Amerikanische Krieg 1846–1848 stellte für das Ordnance Department, wegen gut gefüllter Magazine, kein Problem dar. Aus Experten der Ordnance Department wurde ein 105 Mann starke Kampfeinheit, um die gerade neu eingeführten M1841 Gebirgshaubitze und Hale’sche Raketen zu bedienen, gegründet. Es war der bisher einzige direkte Kampfeinsatz des Ordnance Department. Am Ende des Krieges dienten 55 Offiziere, einige 100 Mannschaften und etwa 1000 Zivilisten dem Ordnance Department.

### Amerikanischer Bürgerkrieg

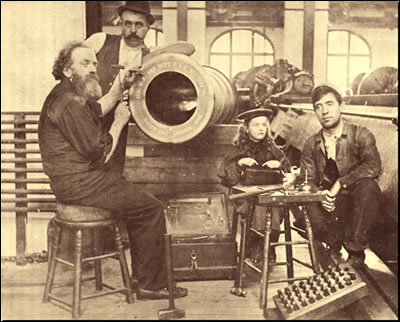
Watervliet Arsenal, 1895

Im Amerikanischen Bürgerkrieg versorgte das Ordnance Department die Union Army mit großen Mengen Kriegsmaterial. Eine ähnliche Organisation der Confederate States Army versuchte verzweifelt den Bedarf der Südstaaten zu decken, konnte jedoch den größeren Produktionskapazitäten der Nordstaaten nur wenig entgegensetzen. Am Ende des Krieges dienten 64 Offiziere, 600 Mannschaften und 9000 Zivilisten unter dem Ordnance Department. Die Arbeit war nicht ungefährlich. So starben 1862 bei der Explosion im Allegheny Arsenal 78 Zivilarbeiter, die meisten davon Frauen.
Nach dem Amerikanischen Bürgerkrieg entwickelte sich das Ordnance Department nur langsam weiter. 1874 wurde das Versuchsgelände Sandy Hook eröffnet. Im Watervliet Arsenal eröffnet 1887 die staatseigene Gießerei für Geschütze.

### Spanisch-Amerikanischer Krieg
Der Spanisch-Amerikanische Krieg im Jahre 1898 stellte das Ordnance Department vor neue Herausforderungen. Zum einen musste eine große Anzahl Freiwilliger in kurzer Zahl bewaffnet werden. Das gelang nur teilweise; das im Jahr 1892 eingeführte Krag-Jørgensen Repetiergewehr war nicht in der benötigten Stückzahl vorhanden, so mussten das veraltete einschüssige Springfield Model 1873 ausgegeben werden. Zum anderen lagen die Kriegsschauplätze in den Philippinen und Kuba weit vom eigenen Gebiet weg. Das Ordnance Department musste auch vor Ort an der Front vertreten sein.

### Erster Weltkrieg

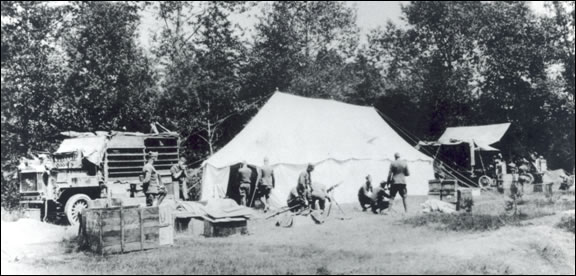
Mobile Reparaturwerkstatt während des Ersten Weltkrieges

Der Erste Weltkrieg bedeutete eine Vergrößerung der Produktion und somit des Ordnance Departments. Von etwa 100 Offizieren, einigen hundert Mannschaften sowie Zivilbeschäftigten wuchs die Personalstärke auf 5.900 Offiziere, 62.000 Mannschaften und über 75.000 Zivilbeschäftigte. In den Kriegsjahren 1917 und 1918 wurden beispielsweise über 3 Milliarden Patronen für Kleinwaffen, 2,5 Millionen Gewehre und 3000 Geschütze gefertigt. Zu Beginn des Konfliktes zeigte sich, dass die US-Streitkräfte nur ungenügend mit Maschinengewehren ausgestattet war. Dieser Umstand ließ sich erst gegen Kriegsende durch die erfolgreiche Kooperation des Ordnance Departments mit John Moses Browning begegnen. Die Kooperation brachte das Browning M1917 (später als Browning M1919 bekannt), Browning Automatic Rifle und Browning M2 hervor. Da die Industrie selbst nur zögerlich mit dem Aufbau von Produktionskapazitäten war, baute die Regierung eigene Fabriken, welche sie dann von Auftragnehmern betreiben ließ. Am Ende des Krieges betrieben Auftragnehmern 326 staatseigene Fabriken. Das Ordnance Departments etablierte zu dem ein neues Instandsetzungskonzept mit ortsfesten wie auch mobilen Werkstätten. Da sich das Erprobungsgelände Sandy Hook als zu klein erwies, wurde im Januar 1918 das neue Erprobungsgelände Aberdeen Proving Ground eröffnet.

### Zwischenkriegszeit
Die Zwischenkriegszeit war von starken Budgetkürzungen geprägt. Zwar konnten wichtige Waffen wie das halbautomatische Gewehr M1 Garand und die Haubitze M101 entwickelt werden, aber z. B. die Panzerentwicklung geriet ins Verzögerung. Die Schulungsaktivitäten wurden 1940 bei Aberdeen Proving Ground zentralisiert, dem neuen Hauptquartier des Ordnance Departments.

### Zweiter Weltkrieg

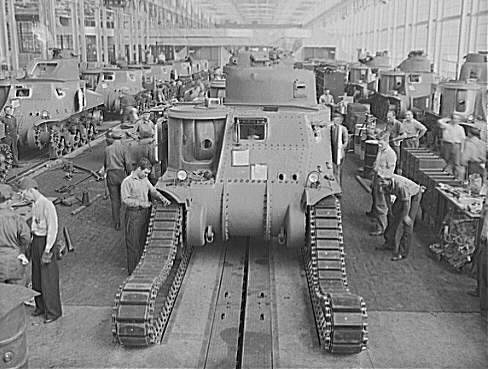
Panzer im Detroit Arsenal

Der Zweite Weltkrieg erforderte eine noch größere Produktion von Kriegsmaterial. Zwischen dem Eintritt der Vereinigten Staaten in den Zweiten Weltkrieg und dem Victory over Japan Day wurden beispielsweise 47 Milliarden Patronen für Kleinwaffen, 12 Millionen Gewehre und 750.000 Geschütze gefertigt. Über 300.000 Soldaten des Ordnance Departments waren an den Fronten im Einsatz. Das Ordnance Department war für die Hälfte des Auftragsvolumens der United States Army verantwortlich. Das Department unterhielt 7 Waffenfabriken in Eigenregie sowie 77 von Auftragnehmern betrieben. Das im Ersten Weltkrieg entwickelte Konzept Fabriken im Staatsbesitz von Auftragnehmern betreiben zu lassen, wurde konsequent weiterverfolgt. Alle, bis auf eine, von Auftragnehmern betriebenen Fabriken produzierten Munition und Sprengstoffe. Die Ausnahme stellte das Detroit Tank Arsenal dar, welches über 22.000 Panzer, unter anderem den neuen M3 Lee/Grant, baute und insgesamt für ein Viertel der amerikanischen Panzerproduktion während des Krieges verantwortlich war. Im Zweiten Weltkrieg wurde das Ordnance Department für Kampfmittelbeseitigung und für Instandsetzung von Fahrzeugen zuständig.

### Raketen und Raumfahrt

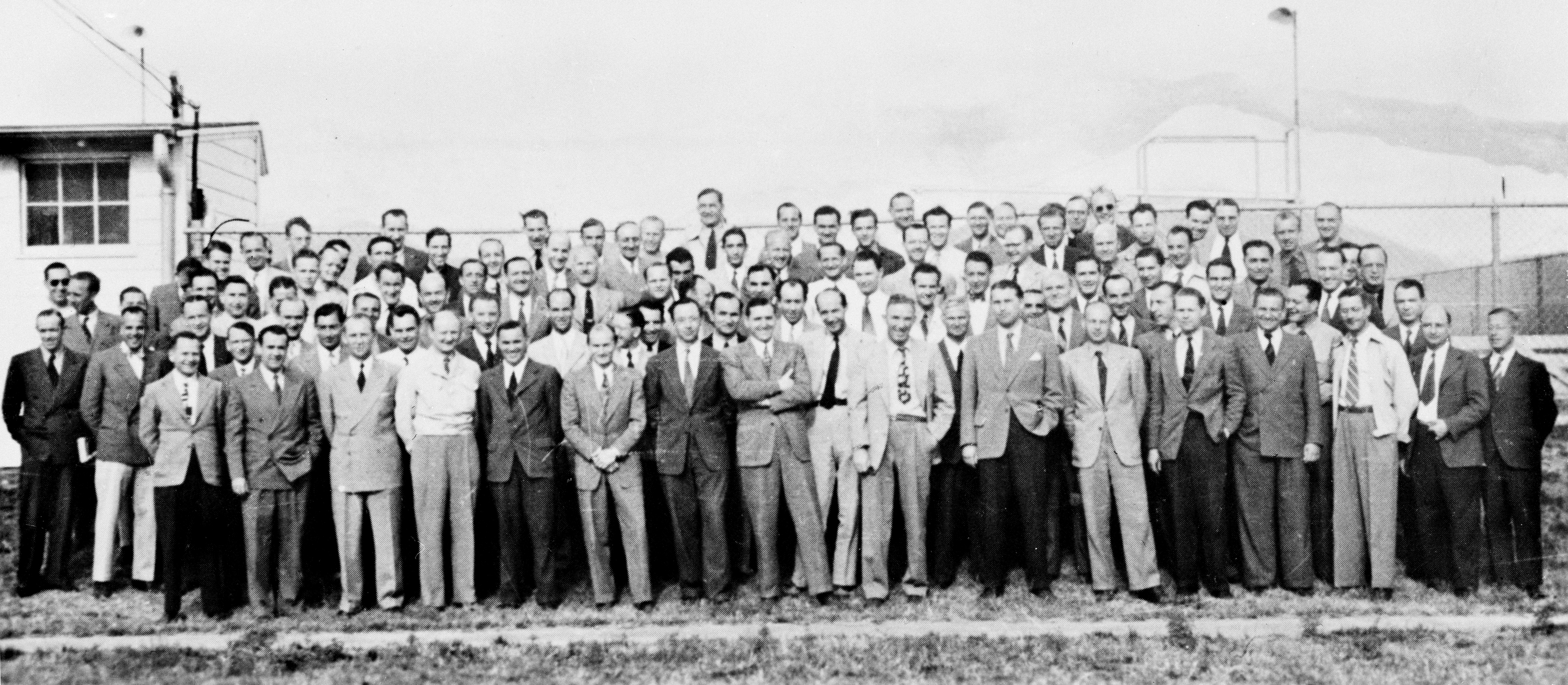
Project Paperclip: deutsche Wissenschaftler

Nach dem Zweiten Weltkrieg arbeiteten in der Operation Paperclip deutsche Wissenschaftler mit Personal des Ordnance Departments an neuartigen Raketen und Lenkwaffen. Die Standorte White Sands Missile Range und Redstone Arsenal spielten zu Beginn der US-Raumfahrt eine wichtige Rolle. Mit der Raketentechnik des Ordnance Corps wurde der erste US-amerikanische Satellit Explorer 1 in den Orbit geschossen.

### Koreakrieg
Das Ordnance Department wurde 1950 zum Ordnance Corps umorganisiert. Während des Koreakrieges musste das Ordnance Corps wieder in Kriegsmodus schalten. Die Aufgaben waren denen im Zweiten Weltkrieg sehr ähnlich: Schulungen, Instandsetzung, Munitionsverteilung, Kampfmittelräumung. Wie im Zweiten Weltkrieg sammelten Mitarbeiter des Ordnance Corps Informationen über erbeutete Waffen und Fahrzeuge. Die große Sammlung formte später das United States Army Ordnance Museum. Um den Instandsetzungsauftrag an der großen und vielfältigen Fahrzeugflotte stemmen zu können, setzte das Ordnance Corps ein Standardisierungsprogramm für Motoren und Getriebe durch. Auch wurden moderne Methoden der Lagerhaltung eingeführt.

### Vietnamkrieg
Im Jahre 1962 wurde das Ordnance Corps aufgelöst und die Aufgaben dem United States Army Materiel Command übertragen. Die im Vietnamkrieg vorherrschende Asymmetrische Kriegführung unterschied sich von den bisherigen Kriegen, weil es keine feste Front gab.

### Rüstungswettlauf
Als die Konflikte in Südostasien abebbten, gewann der Rüstungswettlauf mit dem Warschauer Pakt wieder an Bedeutung und die US Army modernisierte ihre Ausrüstung. So wurden unter anderem die Panzerverbände mit modernen M1 Abrams Kampf- und M2/M3 Bradley Schützenpanzern ausgerüstet.

### Heutige Organisation

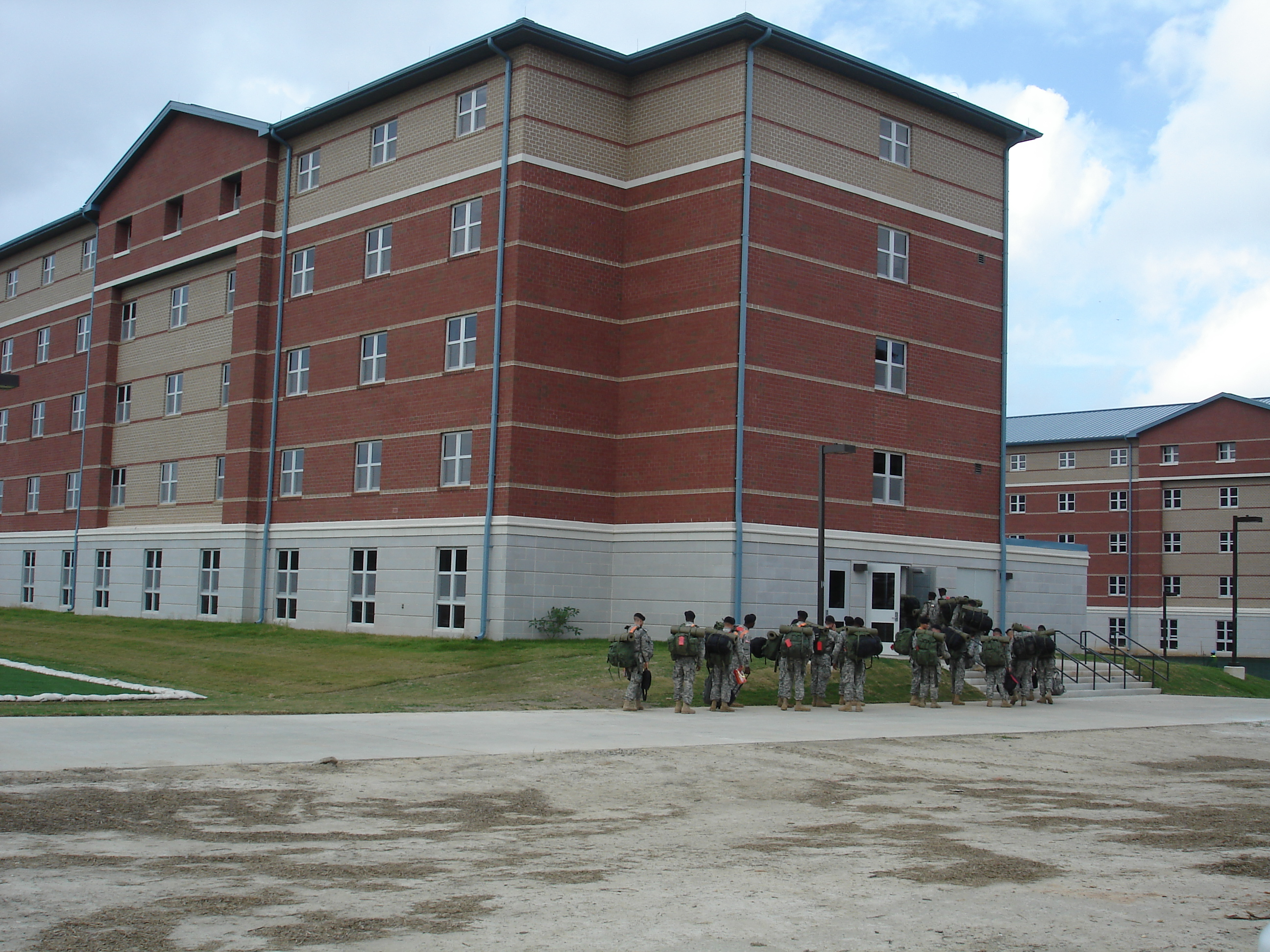
Ordnance School in Fort Gregg-Adams

1985 wurde das Ordnance Corps innerhalb des Regimentssystem der United States Army neu aufgestellt. Im Jahre 2008 erfolgte die Verlegung des Hauptquartiers vom Aberdeen Proving Ground, nach Fort Gregg-Adams. Die Personalstärke des Ordnance Corps betrug im Jahre 2011 5.700 Offiziere und etwa 100.000 Unteroffiziere und Mannschaften, sowohl im aktiven Dienst oder in Reserve der Nationalgarde der Vereinigten Staaten bzw. United States Army Reserve.